# Edmund Meisel

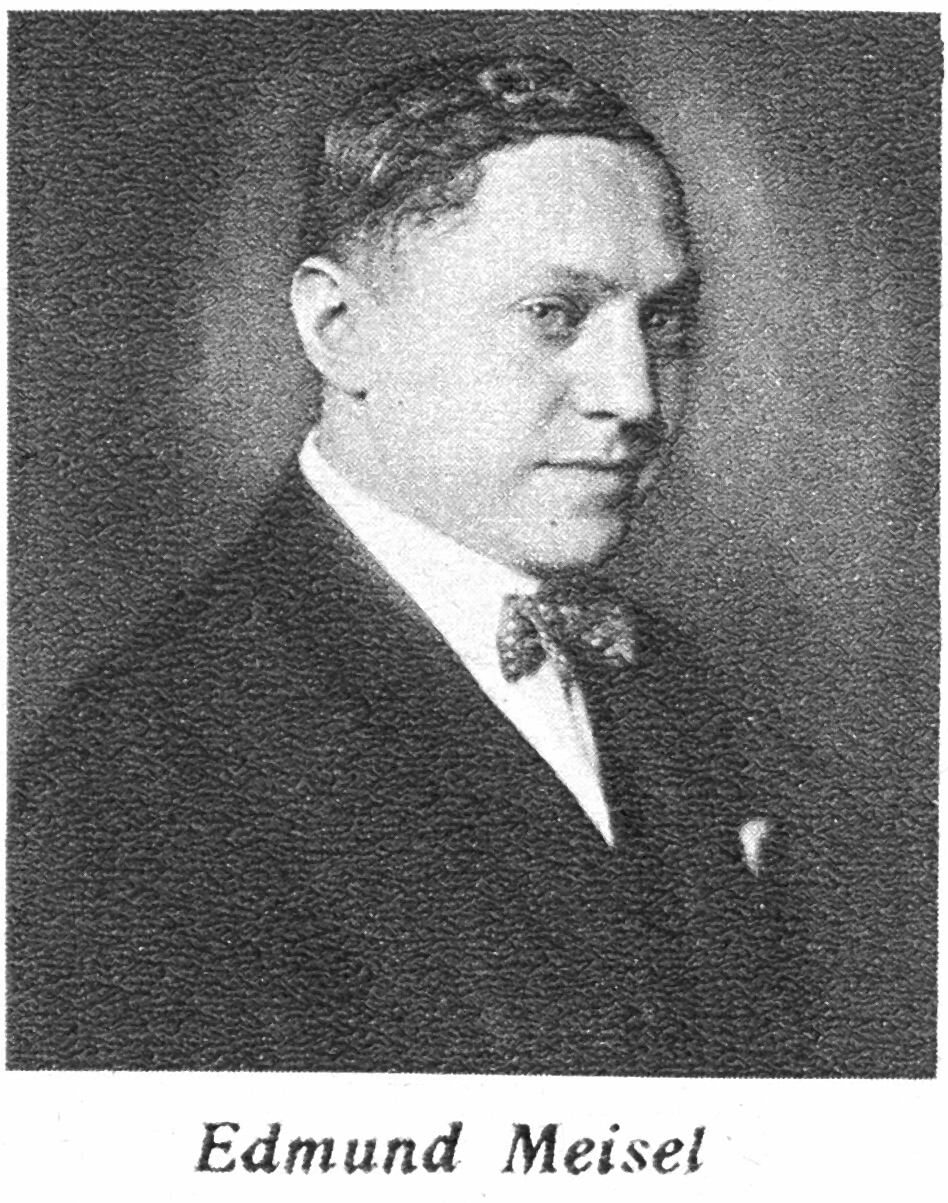
Edmund Meisel (1927)

Edmund Meisel (* 14. August 1894 in Wien, Österreich-Ungarn; † 14. November 1930 in Berlin) war ein deutscher Dirigent, Komponist und Violinist.

## Leben
Der Sohn des Konditors Abraham Meisel und dessen Ehefrau, der Pianistin Eugenie (Jeni) Herzbrunn, besuchte das Realgymnasium in Berlin, wohin seine Eltern umgezogen waren. Er studierte Violine an der privaten Musikschule John Petersen, Klavier bei Birger Hammer und Komposition bei Robert Kahn und Jean Paul Ertel. 1911 arbeitete er als Lehrer an der Musikakademie John Petersen, von 1912 bis 1914 war er als Violinist im Blüthner-Orchester und beim Philharmonischen Orchester Berlin tätig. Ab 1918 betätigte er sich als Konzert- und Operndirigent, in der Spielzeit 1927/28 war er Dirigent am Theater am Nollendorfplatz, 1928 unternahm er eine Tournee durch England. Ab 1926 wurde er Bühnenkomponist für die Reinhardt-Bühnen und die Berliner Staatstheater, arbeitete mit Erwin Piscator zusammen, für dessen Theaterinszenierungen er mehrmals die Bühnenmusik schrieb, wirkte als Filmkomponist und war Leiter eines Filmmusik-Studios.
1926 wurde er mit seiner Originalmusik zur Sergei Eisensteins Panzerkreuzer Potemkin einem weiten Personenkreis bekannt. Es folgten weitere Filme. Daneben beschäftigte er sich in einem Filmmusikstudio mit Klangmontagen und Tonfilmversuchen. 1927 komponierte er für den Rundfunk die Musik für zwei Hörspiele. Eines davon war Bertolt Brechts Mann ist Mann, das am 18. März 1927 ausgestrahlt wurde. Brecht, mit dem Meisel befreundet war, gab darin selbst eine gesangliche Einlage. In seinem Studio entstand auch Meisels Musik zu dem experimentellen Kurztonfilm Tönende Welle (1928) von Walther Ruttmann, für den er bereits die Originalmusik zu Berlin – Die Sinfonie der Großstadt geschaffen hatte.
Meisels Musik zeichnet sich durch partielle Atonalität aus und betont in ihren gestalterischen Elementen Rhythmus und den Instrumentenklang, da Meisel die Musik der Filmdramaturgie unterordnete, indem er bildsynchron illustrierende Werke schuf. Laut Wolfgang Thiel wirken sie gewollt, da Meisels kompositorische Fähigkeiten hinter seinen Ambitionen zurückblieben. Lothar Prox, Professor für Medienästhetik an der Robert Schumann Hochschule Düsseldorf, bezeichnet Meisels Potemkin-Musik als „Meisterwerk“ und schreibt, dass es sich um eine „eklatante Fehleinschätzung seines facettenreichen Oeuvres“ handle, wenn Meisels Leistung auf Geräuschmusik und Rhythmusgebaren reduziert wird. Sie sei durch die heutige Kenntnis seiner Arbeiten „überzeugend zu widerlegen“.
Er war seit 1924 mit Elsbeth Peters (* 1903 in Mörchingen) verheiratet.
Im November 1930 arbeitete er an Musik für den Film Stürme über dem Mont Blanc von Arnold Fanck, als er wegen einer verschleppten Blinddarmentzündung in eine Berliner Klinik eingeliefert werden musste. Die dortige Notoperation kam zu spät. Edmund Meisel starb am 14. November 1930 im Alter von 36 Jahren. Die Beisetzung fand auf dem Friedhof Heerstraße im heutigen Ortsteil Berlin-Westend statt. Das Grab ist nicht erhalten.

## Werke

### Filmmusiken
- 1926: Panzerkreuzer Potemkin (Bronenossez Potjomkin). Regie: Sergei Eisenstein
- 1926: Überflüssige Menschen Regie: Alexander Rasumny.
- 1926: Der heilige Berg.  Regie: Arnold Fanck.
- 1927: Berlin – Die Sinfonie der Großstadt. Regie: Walther Ruttmann.
- 1928: Tönende Welle. Regie: Walther Ruttmann.
- 1928: Oktober / Zehn Tage, die die Welt erschütterten (Oktjabr). Regie: Sergei Eisenstein.
- 1929: Der rote Kreis. Regie: Friedrich Zelnik.
- 1929: Der blaue Express (Goluboi ekspress). Regie: Ilja Trauberg.

### Bühnenmusiken
- 1924: Roter Rummel. Theaterstück von Felix Gasbarra, inszeniert von Erwin Piscator; Uraufführung 24. November 1924 am Central Theater.
- 1925: Trotz Alledem. Theaterstück von Felix Gasbarra; inszeniert von Erwin Piscator; Uraufführung 12. Juli 1925 im Großen Schauspielhaus.
- 1926: Die Räuber. Inszenierung von Erwin Piscator; Uraufführung 1. Oktober 1926 am Staatlichen Schauspielhaus.
- 1927: Hoppla, wir leben! von Ernst Toller; inszeniert von Erwin Piscator am 3. September 1927 im Theater am Nollendorfplatz.
- 1928: Die Abenteuer des braven Soldaten Schwejk. Inszeniert von Erwin Piscator am 23. Januar 1928 im Theater am Nollendorfplatz.
- 1930: Des Kaisers Kulis. Roman von Theodor Plievier. Inszeniert von Erwin Piscator am 31. August 1930 an der Piscator-Bühne am Lessingtheater.